# 五之上村
五之上村（ごのかみむら）は、かつて新潟県西蒲原郡にあった村。1901年11月1日の新潟市への合併によって消滅し、現在は新潟市西蒲区の一部となっている。
以下の記述は合併直前当時の旧五之上村に関しての記述であり、現在では名称等が異なる場合がある。なお、ここに記述されていない内容に関しては新潟市などの記事を参照。

## 沿革
- 1889年（明治22年）4月1日 - 町村制施行に伴い西蒲原郡五之上村、五之上村受、卯八郎受、桑山村受、旗屋村受、遠藤村受、富出村外新田受、松崎村外新田受、大潟村古新田受が合併し、五之上村が発足。
- 1901年（明治34年）11月1日 - 西蒲原郡横戸村、井随村、島方村と合併し、四ツ合村となり消滅。

## 地域
五之上村は、合併した村名を継承する以下の大字で構成される。
五之上（ごのかみ）
1889年（明治22年）まであった五之上村の区域。現在の新潟市西蒲区五之上。
五之上村受（ごのかみむらうけ）
1889年（明治22年）まであった五之上村受の区域。現在の新潟市西蒲区五之上。
卯八郎受（うはちろううけ）

1889年（明治22年）まであった卯八郎受の区域。現在の新潟市西蒲区卯八郎受。
遠藤村受（えんどうむらうけ）
江戸時代から1889年（明治22年）まであった村名。新川右岸、鎧潟郷下郷の低地上に位置する。
延享年間に開発の始まった御封印野新田の一部で、遠藤村請けで開発された区域。1753年（宝暦3年）に検地を受けて成立。
1889年(明治22年)から五之上村の大字となるが、以後の変遷は不明。
桑山村受（くわやまむらうけ）
江戸時代から1889年（明治22年）まであった村名。新川右岸、鎧潟郷下郷の低地上に位置する。
延享年間に開発の始まった御封印野新田の区域の一部で、1751年（宝暦元年）に検地を受けて成立。
1889年(明治22年)から五之上村の大字となるが、以後の変遷は不明。
富出村外新田受（とみでむらそとしんでんうけ）
江戸時代から1889年（明治22年）まであった村名。新川右岸、鎧潟郷下郷の低地上に位置する。
延享年間に開発の始まった御封印野新田の一部で、富出村外新田請けで開発された区域。
1889年(明治22年)から五之上村の大字となるが、以後の変遷は不明。
松崎村外新田受（まつさきむらそとしんでんうけ）
江戸時代から1889年（明治22年）まであった村名。新川右岸、鎧潟郷下郷の低地上に位置する。
延享年間に開発の始まった御封印野新田の一部で、松崎村外新田請けで開発された区域。1751年（宝暦元年）に検地を受けて成立。
1889年(明治22年)から五之上村の大字となるが、以後の変遷は不明。